# Majasaari (ö i Mellersta Finland, Äänekoski, lat 62,70, long 26,05)
Majasaari är en ö i Finland. Den ligger i sjön Keitele och i kommunen Äänekoski i den ekonomiska regionen  Äänekoski ekonomiska region  och landskapet Mellersta Finland, i den centrala delen av landet, 290 km norr om huvudstaden Helsingfors. Öns area är 23,8 hektar och dess största längd är 1,2 kilometer i nord-sydlig riktning.